# 유현 (회양문왕)
회양문왕 유현(淮陽文王 劉玄, ? ~ 기원전 2년)은 중국 전한의 황족 · 제후왕으로, 회양왕이다. 회양헌왕의 아들이다.
회양헌왕 36년(기원전 28년)에 아버지가 죽자 회양왕을 계승했고, 회양문왕 26년(기원전 2년)에 죽어 아들 유인이 계승했다.